# Christian Magdu
Christian Magdu, född 15 oktober 1977 i Ploiești i Rumänien, är en svensk skådespelare.

## Biografi
Magdu började arbeta som skådespelare direkt efter gymnasiet, på Musik i Väst Göteborgs teateruppsättning "Europa 1697" som turnerade Sverige runt. Efter naturvetenskapligt program vid Västerhöjdsgymnasiet i Skövde blev han elev på teaterskolorna Wendelsberg och år 2000 på Skara Skolscen.
Magdu började sin långfilmskarriär 2002 med filmen Camp Slaughter. År 2005 medverkade han i Aldrig en Absolution, som vann Kristallbjörnen på Filmfestivalen i Berlin. Magdu var en av två medgrundare 1999 till webbplatsen dvdforum.nu som såldes i december 2006.
År 2006 utnämndes Magdu till "Talang" av svenska filmtidningen Stardust (numera Allt om Film). År 2008 spelade han en av rollerna i långfilmen Prinsessa. År 2015 var han med i Johan Falk-filmerna Lockdown och Slutet och i september samma år medverkade han på populärkulturmässan Comic Con i Malmö.

## Filmografi (urval)
- 2002 – Camp Slaughter
- 2003 – Blodröda Rosor (TV-serie)
- 2004 – Hotet
- 2005 – Aldrig en absolution
- 2005 – Medicinmannen (TV-serie)
- 2006 – Year One
- 2006 – Beck – I Guds namn
- 2007 – Främmande
- 2008 – Craig
- 2008 – Död vid ankomst
- 2009 – Prinsessa
- 2009 – Syner
- 2009 – Oskyldigt dömd (TV-serie)
- 2010 – True Blood (TV-serie)
- 2010 – Lost Tapes (TV-serie)
- 2011 – Easy to Assemble: Finding North
- 2014 – Anna Blomberg show (TV-serie)
- 2015 – Johan Falk: Lockdown
- 2015 – Johan Falk: Slutet
- 2020 – The Pro
- 2021–2022 – Gåsmamman (TV-serie)
- 2023 – Exit (TV-serie)
- 2025 – Vi dör i natt (även producent)